# Antony Blinken

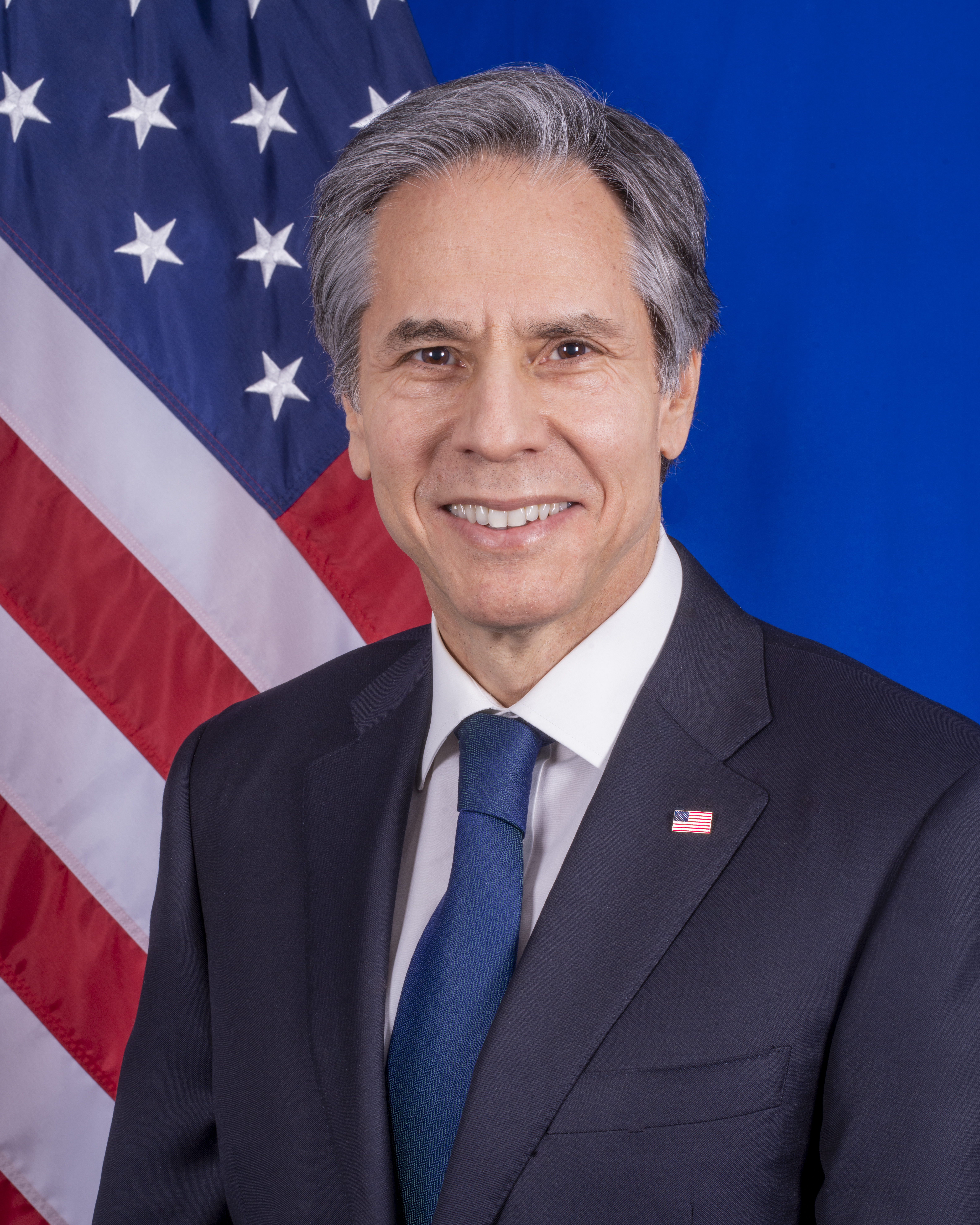
Antony Blinken (2021)

Antony John Blinken (* 16. April 1962 in Yonkers, New York) ist ein US-amerikanischer Politiker (Demokratische Partei). Vom 26. Januar 2021 bis zum 20. Januar 2025 amtierte er als Außenminister der Vereinigten Staaten im Kabinett Biden.

## Leben

### Frühe Jahre und Ausbildung
Blinken entstammt einer New Yorker Familie jüdischen Glaubens. Sein Vater Donald Mayer Blinken (1925–2022) war ein prominenter Finanzinvestor, er gründete 1966 mit dem Hamburger Bankier Eric M. Warburg und Lionel Pincus das Private-Equity-Unternehmen Warburg Pincus und amtierte von 1994 bis 1997 als US-Botschafter in Ungarn. Seine Mutter Judith Blinken, geb. Frehm (* 1938), wurde als Kunstmäzenin bekannt.
Sein Urgroßvater väterlicherseits, Meir Blinkin, der ein auf Jiddisch publizierender Schriftsteller war, stammte aus dem zum Zarenreich gehörenden Kiew. Nach Aussagen des Urenkels floh er 1904 vor Pogromen in die USA. Sein neuer Lebensmittelpunkt wurde das jüdische Viertel von New York. Antony Blinkens Onkel Alan Blinken wirkte von 1993 bis 1997 als US-Botschafter in Belgien.
Blinken wuchs zunächst an der New Yorker Upper East Side auf und besuchte die private Dalton School in Manhattan. Nach der Scheidung seiner Eltern zog er 1971 mit seiner Mutter und ihrem zweiten Ehemann, Samuel Pisar, nach Paris. Das enge Verhältnis zu seinem Stiefvater Pisar, einem Holocaust-Überlebenden, Autor, Anwalt und Berater des französischen Präsidenten Valéry Giscard d’Estaing, prägte ihn. Dank seiner kosmopolitischen Eltern verkehrte Blinken zudem früh mit international bekannten Persönlichkeiten wie Leonard Bernstein, John Lennon, Mark Rothko, Abel Ferrara und Christo. In Paris erhielt Blinken seine schulische Ausbildung an der internationalen École Jeannine Manuel. Blinken spricht fließend und fast akzentfrei Französisch.
Anlässlich seines Studiums kehrte Blinken in die Vereinigten Staaten zurück. Das Grundstudium absolvierte er am Harvard College. Anschließend erwarb er Abschlüsse in den Fächern Jura und Politikwissenschaften an der Columbia Law School und Harvard University.

## Politisches Wirken

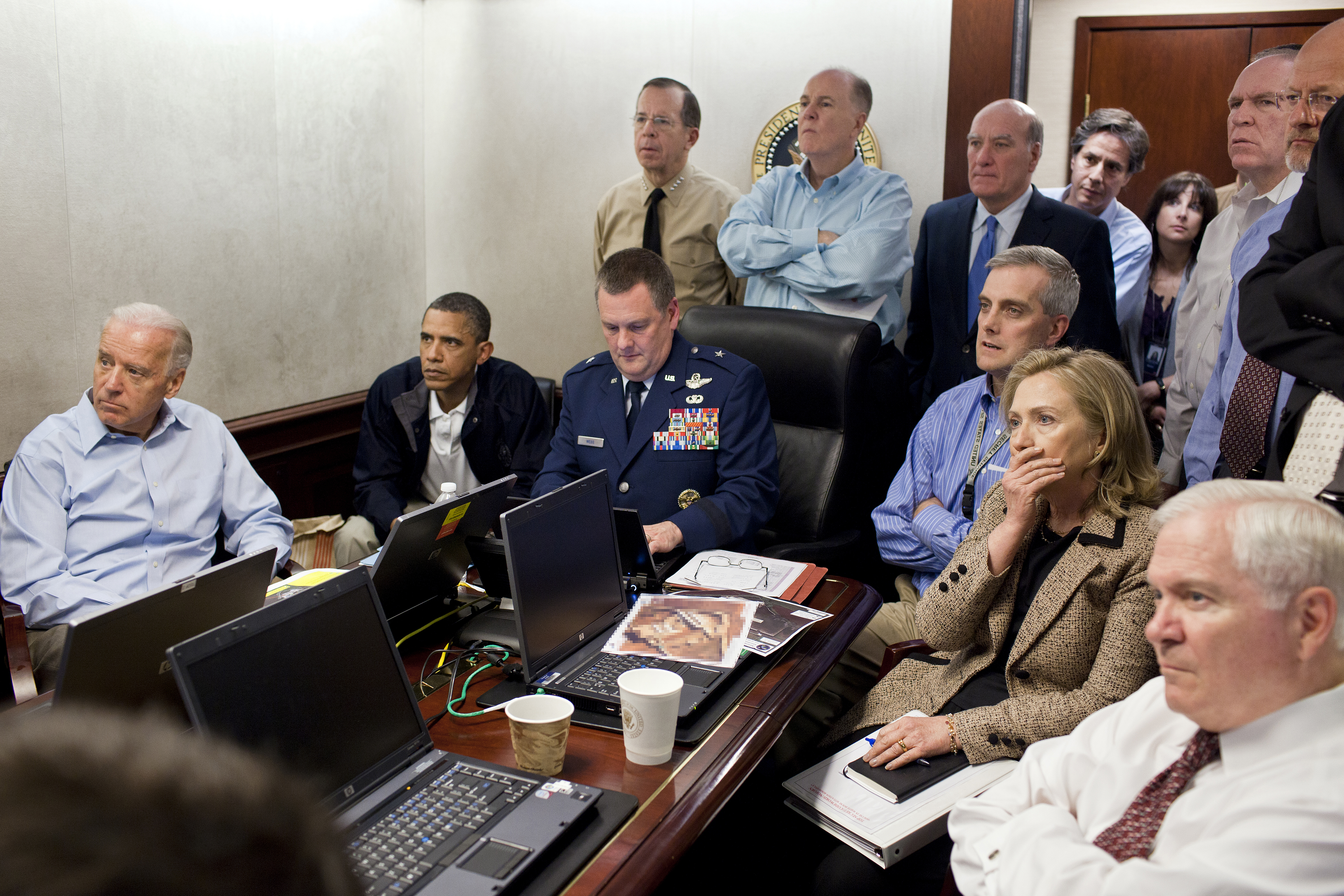
Der Nationale Sicherheitsrat verfolgt die Operation Neptune Spear in einem Nebenraum des White House Situation Room. Foto Situation Room, aufgenommen von Pete Souza.

Blinken war bereits für die Regierung Clintons und auch Bushs in leitenden außenpolitischen Positionen tätig und war Mitarbeiter am Center for Strategic and International Studies. Auch für die Regierung Barack Obamas war er in mehreren Regierungsämtern tätig. Von 2009 bis 2013 (erste Amtszeit der Regierung Obama) war er Nationaler Sicherheitsberater von Vizepräsident Joe Biden. Als dieser ist er auch auf dem ikonischen Foto Situation Room zu sehen, das zeigt, wie hohe Mitglieder der Obama-Regierung über den Verlauf der Operation Neptune Spear informiert werden, bei der Osama bin Laden in Pakistan von einer Spezialeinheit der US Navy getötet wurde. Danach war er als Stellvertretender Sicherheitsberater des Präsidenten und als Vizeaußenminister der Vereinigten Staaten tätig.
Nach der Wahl von Donald Trump zum US-Präsidenten verließ Blinken den Staatsdienst. Er lehrte unter anderem an der University of Chicago und trat als Kommentator und Analytiker für die New York Times und CNN auf. Er war außenpolitischer Berater für Bidens Präsidentschaftskandidatur 2020. Im November 2020 nominierte Joe Biden Blinken als Secretary of State in seinem Kabinett. Am 26. Januar 2021 wurde er vom US-Senat mit 78 gegen 22 Stimmen bestätigt und trat sein Amt als Außenminister an. Blinken verkörperte die Rückkehr der USA zum Multilateralismus nach Trumps „America First“-Agenda. In der Anhörung vor seiner Bestätigung durch den Senat versprach er, die Beziehungen zu traditionellen Verbündeten wie den EU-Staaten wieder zu stärken und auf internationale Organisationen und Abkommen zu setzen.
Im Frühjahr 2021 drängte Blinken die afghanische Regierung unter Aschraf Ghani dazu, mit den Taliban bis zum Sommer 2021 Frieden zu schließen. Als Außenminister sprach sich Blinken im Namen der US-Regierung im April 2021 für eine Zweistaatenlösung des Israelisch-Palästinensischen Konfliktes aus. Zugleich bekräftigte er allerdings die vom Kabinett Trump I beschlossene Anerkennung von Jerusalem als Hauptstadt Israels.

## Ehe und Familie
Blinken ist seit 2002 mit Evan Ryan verheiratet. Aus der Ehe sind zwei Kinder hervorgegangen. Blinkens Ehefrau war u. a. von 2013 bis 2017 Staatsministerin für Kultur und Bildung (Assistant Secretary of State for Educational and Cultural Affairs) unter John Kerry im State Department und von 2021 bis 2025 als Kabinettssekretärin im Weißen Haus tätig. 
Das Ehepaar Blinken-Ryan lebt im Washingtoner Viertel um den Dupont Circle in der Nähe zahlreicher politischer Think Tanks und akademischer Institute.

## Auszeichnungen (Auswahl)
- Kommandeur mit Großkreuz des Nordstern-Ordens (2024)[18]

## Schriften
- Ally Versus Ally. America, Europe, and the Siberian Pipeline Crisis. Praeger, New York 1987, ISBN 978-0-275-92410-2.

## Audio
- Hauptakteur in der Nahost-Diplomatie: US-Außenminister Antony Blinken, 3:36 Minuten Audio-Version, von Sebastian Hesse, Deutschlandfunk 1. Dezember 2023